# 言霊荘
『言霊荘』（ことだまそう）は、2021年10月9日から12月18日までテレビ朝日系「土曜ナイトドラマ」枠で放送されていたテレビドラマ。主演は本作がテレ朝系ドラマ初主演の西野七瀬。
「言霊」により女性限定マンションの住人女性たちが次々と苛まれていく様が描かれるホラー。
本作はABEMAと共同制作を行い、同サービスにて無料独占見逃し配信が実施され、オリジナルドラマとして『ある視点 -もう一つの言霊荘-』が製作される。
物語の舞台となるマンションの住人である6人の女性キャスト陣が、同年9月4日にオンライン配信で開催された『第33回 東京ガールズコレクション 2021 AUTUMN / WINTER』のステージでサプライズ発表された。
10月9日の初回放送では2020年10月に土曜ドラマ枠が30分枠になって以降、初回最高となる個人平均2.0%、世帯4.1%の視聴率を獲得した。

## キャスト

### 主要人物
歌川言葉（うたがわ ことは） / コトハ〈25〉
演 - 西野七瀬
本作の主人公。「歌川コトハの引き寄せチャンネル」を運営する底辺ViewTuber。友人・紗香の紹介で「レディスコート葉鳥」の7号室へ移り住む。
中目零至（なかめ れいし） / レイシ〈30〉
演 - 永山絢斗
自称・霊能者。
岩戸志麻（いわと しま） / トシマ〈46〉
演 - 斉藤由貴
零至の叔母。女性宮司。除霊師。

### レディスコート葉鳥の住人
コトハが移り住む女性限定のマンション
阿木紗香（あぎ さやか）〈25〉
演 - 三吉彩花
作詞家。1号室の住人。コトハの友人で、彼女をレディスコート葉鳥に招き入れる。歌手・桐嶋漣とは男女の関係にあったものの仲は悪かった模様で、「（蓮は）歌手としては良いけど、人としては最低」とボヤいている。
とあるテレビ番組で、自身が作詞した曲を歌う蓮を見ながら「他の世界に消えてほしい」と呟いた直後に蓮が苦しみだし、突発性の心筋梗塞で亡くなってしまう。その後も"自分にしか聞こえない声"に悩まされるなど不吉な出来事に次々と見舞われる。
トシマの助言でコトハ・レイシと共に除霊に望むも失敗し、不意に「もう楽になりたい」と呟いた直後に胸を押さえながら苦しみだし死亡する。死因は「突発性の心筋梗塞」。
丸山栞（まるやま しおり）〈26〉
演 - 中村ゆりか
都議会議員の私設秘書。2号室の住人。
小宮山綾子（こみやま あやこ）〈24〉
演 - 堀田真由
「Ashita-Net-TV」に勤務するフリーアナウンサー。3号室の住人。
栞が巻き込まれた事件に「六角建設」の贈収賄疑惑が絡んでいることをコトハから聞き、生放送でその事実を報道するべきだとテレビ局の局長に訴えるが、その会社がスポンサーであることを理由にガセネタ扱いされた上に降板を仄めかす発言をされ断念する。その後も「六角建設」を庇う局長から虚偽の報道を何度も強要されるが、嘘をつく度に"言霊の怒り"で自分だけでなく周りの人が命の危険に晒されることへの不安に苛まれる。
そしてメインキャスターとしての初仕事の日に局長から強要された虚偽報道に従おうとした矢先にスタジオの照明が音を立てて揺れていることに気づき、恐怖のあまりキャスター台の下に身を潜めた直後にガシャンと激しい音が鳴り、局長が落下した照明の直撃で瀕死の重傷を負っているのを目撃する。
菊川麻美（きくかわ あさみ）〈29〉
演 - 森田望智
医師。4号室の住人。
林原早紀（はやしばら さき）〈24〉
演 - 石井杏奈
小学校教師。5号室の住人。
渡邊瞳（わたなべ ひとみ）〈31〉
演 - 内田理央
雑誌編集者。6号室の住人。
城崎雪乃（しろさき　ゆきの）
演 - 秋田汐梨 （第5話 - ）
空室となっていた1号室に越してきた女子大生。しかし、「大金をつかめない人生なんて死んだほうがマシだから｣と言って、その言霊の通りになってしまい死亡した。

### その他
蝶野繭（ちょうの まゆ）
演 - 内藤理沙
志麻が宮司をする神社の巫女。
葉鳥久（はとり ひさし）
演 - 佐野史郎 （第6話 - ）
レディスコート葉鳥のオーナー。
夏目三葉（なつめ みつば）
演 - 藤井美菜 （第7話 - ）
かつてレディスコート葉鳥1号室に住んでいた女流作家。
須貝空（すがい そら）
演 - 菜々緒 （第9話 - ）
かつてのアパート管理人。夏目三葉がスランプに陥っている時に、精神的な支えとなった。

### ゲスト

#### 第1話
桐嶋漣（きりしま れん）
演 - 猪塚健太
歌手であり、“言霊の呪い”の最初の犠牲者。紗香とは男女の関係にあった。

#### 第2話
島谷進次郎（しまたにしんじろう）
演 - マギー （第3話・第8話）
フリーのジャーナリスト。
都議会議員の関与が噂されている「六角建設」の贈収賄疑惑を追っており、栞を訪ねて「レディスコート葉鳥」に来たこともある。
「Ashita-Net-TV」のニュース番組で、綾子が栞の事件と贈収賄疑惑の関連を報道しなかったことに腹を立てて抗議するが、「六角建設」からスポンサー支援を受けている「Ashita-Net-TV」の局長が仕掛けたハニートラップによって不倫疑惑を持たれ、自宅で自殺未遂を図り意識不明の重体に陥ったところを発見され病院に搬送される。

#### 第3話
報道局長
演 - 津村知与支
「Ashita-Net-TV」の局長で、綾子の上司。自らの方針に従わない部下に異動・解雇を仄めかす発言をするなど横暴な言動が目立つ。
栞が巻き込まれた事件に「六角建設」の贈収賄疑惑が絡んでいることを綾子から知らされるが、スポンサーである「六角建設」との関係悪化を恐れてガセネタと否定しつつ、真実を報道すべきだと主張する綾子に「君の代わりは幾らでもいる」と言い放つ。
更に、贈収賄疑惑を追っていた島谷を陥れるためハニートラップを仕掛け、綾子にメインキャスターの地位を約束する条件としてそれを不倫疑惑として報道するよう命令する。綾子がメインキャスターとなった後も、綾子に「六角建設」が優良企業だと報じるよう強要し続けていたが、生放送で嘘の情報を発する罪悪感に耐えきれず拒否しようとする綾子を恫喝した直後に、天井から落下してきた照明の下敷きとなる。

#### 第4話
鈴木大輔（すずきだいすけ）
演 - 竹財輝之助 （第5話・第8話）
麻美の恋人。重い肝臓病を患っている。

## スタッフ
- 脚本 - 橋本裕志[2]
- 演出 - 落合正幸、日暮謙、松川嵩史[2]
- 音楽 - 沢田完
- 医療監修 - 中澤暁雄
- 医療指導 - 山本昌督、根本千草
- 技術協力 - ビデオフォーカス
- ゼネラルプロデューサー - 内山聖子（テレビ朝日）
- プロデューサー - 浜田壮瑛（テレビ朝日）[2]、谷口達彦（ABEMA）、木曽貴美子（MMJ）、村山太郎（MMJ）
- 制作 - テレビ朝日、ABEMA、MMJ

## 放送日程
| 章                                                           | 話数 | 放送日   | サブタイトル         | ラテ欄                                    | 演出     | 視聴率 |
| ------------------------------------------------------------ | ---- | -------- | -------------------- | ----------------------------------------- | -------- | ------ |
| 第一章                                                       | #1   | 10月09日 | 〈空耳タイム〉       | 空耳タイム 口は呪いのもと…新感覚ホラー!!  | 落合正幸 | 4.1%   |
| 第一章                                                       | #2   | 10月16日 | 〈記憶にありません〉 | 新感覚ホラー 記憶にございません           | 落合正幸 |        |
| 第一章                                                       | #3   | 10月23日 | 〈スリーアウト〉     | 新感覚ホラー 美人アナを襲う入浴中の恐怖!! | 日暮謙   |        |
| 第一章                                                       | #4   | 10月30日 | 〈誰も見ていない〉   | 美人外科医を襲う…呪いのオペ!?             | 日暮謙   |        |
| 第一章                                                       | #5   | 11月06日 | 〈タイムリミット〉   | 第一章完結!! 壮絶…除霊師VS言霊            | 落合正幸 |        |
| 第二章                                                       | #6   | 11月13日 | 〈リピート〉         | 再燃!! 言霊の呪い…新住人現る!!            | 落合正幸 |        |
| 第二章                                                       | #7   | 11月20日 | 〈迷宮入り〉         | 霊の正体!? 衝撃!! アパートの過去          | 松川嵩史 |        |
| 第二章                                                       | #8   | 11月27日 | 〈肉食アパート〉     | 美女を喰う!? 呪いの肉食アパート           | 日暮謙   |        |
| 第二章                                                       | #9   | 12月11日 | 〈足跡〉             | 最終章!! 運命の降霊術!?                   | 落合正幸 |        |
| 第二章                                                       | #10  | 12月18日 | 〈どこにも行けない〉 | 美女VS言霊 衝撃ラスト                     | 落合正幸 |        |
| （視聴率はビデオリサーチ調べ、関東地区・世帯・リアルタイム） |      |          |                      |                                           |          |        |

- 第4話は『フィギュアスケートグランプリシリーズカナダ大会 男女ショート』の放送による特別編成のため、放送時間変更（23:30 - 翌0:00）。
- 12月4日は『今からでも間に合う「言霊荘」最終章直前!話題の新感覚ホラー徹底解剖スペシャル!』を23:30 - 翌0:00に放送。

## 配信ドラマ
『ある視点 -もう一つの言霊荘-』（あるしてん -もうひとつのことだまそう-）のタイトルで、本編放送終了後からAbemaTVで独占配信。

### キャスト（配信ドラマ）
- 歌川言葉 - 西野七瀬

### スタッフ（配信ドラマ）
- 脚本・演出 - 落合正幸
- 演出 - 日暮謙
- 制作著作 - テレビ朝日

### 配信日程（配信ドラマ）
| 話数  | 配信日   | サブタイトル                            | 主人公            | その他主要登場人物 |
| ----- | -------- | --------------------------------------- | ----------------- | ------------------ |
| #1.5  | 10月09日 | 『〜1号室 紗香編〜約束したよね』        | 阿木紗香          | 桐嶋漣             |
| #3.5  | 10月23日 | 『〜2号室 栞/3号室 綾子編〜嘘つき』     | 丸山栞 小宮山綾子 |                    |
| #5.5  | 11月06日 | 『〜4号室 麻美/5号室 早紀編〜私のもの』 | 菊川麻美 林原早紀 | 鈴木大輔           |
| #6.5  | 11月13日 | 『〜1号室 雪乃編〜生き延びて』          | 城崎雪乃          |                    |
| #8.5  | 11月27日 | 『〜6号室 瞳編〜彼女の部屋』            | 渡邊瞳            |                    |
| #10.5 | 12月18日 | 『〜7号室 コトハ編〜忘れないで』        | 歌川言葉          |                    |